# いつかのメリークリスマス
「いつかのメリークリスマス」は、日本の音楽ユニット・B'zの楽曲。

## 概要
オリジナル音源は、1992年12月9日にリリースされたミニ・アルバム『FRIENDS』に収録されているものである。シングルカットはされておらず、B'zの中でも人気のある楽曲のひとつである。B'zのベスト・アルバムには高い頻度で収録されており、それに伴い後述のような多くのバージョンが制作されている。
この曲についてメンバーの松本は、「数あるB'zのバラードの中でもメロディと歌詞のバランスが良く、特に気に入っている1曲」と語り、また稲葉は「『FRIENDS』というコンセプトアルバムの中の曲という事で、ストーリーにとても気を付けて作詞した」「これほどまでに皆さんに愛される曲になるとは想像できなかった」とコメントしている。また、2021年のインタビューで稲葉はこの曲を歌いこなすことについてずっと苦手意識を持っており、現在はスッと歌えていると語っている。

## 人気
B'zのベストアルバム『B'z The Best "Treasure"』(1998年9月20日発売)の収録曲を決める際のファン投票では6位にランクインし収録されたほか、TBS系『COUNT DOWN TV』の「クリスマスに聴きたい歌」アンケートでは、1997年から2006年まで9年連続1位を獲得(2007年は2位、2011年は2位)。テレビ朝日系『ミュージックステーション』のリクエストランキングでも頻繁に登場し、自身の好きな楽曲のひとつにこの曲を挙げるアーティストもいる。テレビ東京系『JAPAN COUNTDOWN』の「クリスマスソング・セレクション」では、「発表以来長く愛されているクリスマス・ナンバー」「クリスマスの定番曲となった屈指のバラード」として選出された。
カラオケでも人気があり、第一興商調べによる「クリスマスソングの歴代カラオケリクエスト数ランキング」(集計対象期間：1994年1月〜2012年12月15日)では、本曲が1位となった。番組内では、「幅広い世代の男女に人気がある」「クリスマスシーズンに限らず歌われている」と解説された。
「いつかのメリークリスマス 〜『恋するハニカミ!』バージョン〜」が収録された『B'z The Best "Pleasure II"』が発売された2005年には、本楽曲が「オリコントラックスチャート」12月12日付（1位）で初登場している。
2011年には後述のタイアップもあって、レコチョク調べによる「着うたフル総合ランキング」11月29日付（89位）で初登場。その後、同12月6日付 (30位)、同12月13日付 (11位)と順位を上げてゆき、同12月20日付 (8位)において、楽曲の発表から20年目にして初のTOP10入りとなった。
フェイス・ワンダワークスが2015年に発表したGIGAエンタメロディで15年間で最も多くダウンロードされた着信メロディを集計した「着信メロディ15年間ランキング」において15位にランクインした。

## 参加ミュージシャン
- 松本孝弘:ギター
- 稲葉浩志:ボーカル
- 明石昌夫:ベース、マニピュレーター
- 田中一光:ドラム
- 古川真一:コーラス

## タイアップ
- 東宝系映画『恋は舞い降りた。』挿入歌
- TBS系『恋するハニカミ!』テーマソング
- フジテレビ系『すぽると!』オープニングテーマ
- ペプシコーラ「ペプシネックス」Xmas Lover篇 CMソング

## バージョン違い
いつかのメリークリスマス
編曲は松本孝弘と明石昌夫の共作。
通常バージョン。
いつかのメリークリスマス (Reprise)
ピアノによるインストゥルメンタル。
いつかのメリークリスマス (TV STYLE)
通常バージョンからボーカルを抜いた、いわゆるオフボーカルバージョン。
いつかのメリークリスマス（『The Ballads 〜Love & B'z〜』の隠しトラック)
アルバムの15曲目「SNOW」終了後に無音を挟んで収録されているバージョン。グルーヴ感溢れるアレンジとなっている。
いつかのメリークリスマス
TBS系『恋するハニカミ!』にて2004年10月15日よりO.A.された、番組用にリミックスしたバージョン。
いつかのメリークリスマス アンプラグド ver.
TBS系『恋するハニカミ!』2004年12月3日よりO.A.された、番組用にリミックスしたバージョン。2004年12月4日よりBEING GIZA STUDIO内にて期間限定で配信された。
いつかのメリークリスマス 〜「恋するハニカミ!」バージョン〜
編曲は松本孝弘、稲葉浩志、徳永暁人の共作。
「いつかのメリークリスマス アンプラグド ver.」の再アレンジバージョン。
伴奏はベルの音色とアコースティック・ギターで構成され、ボーカル・パートには多重コーラスになっている箇所が含まれている。
いつかのメリークリスマス (『House Of Strings』)
松本によるギターを主旋律にし、ヴァイオリン（第一ヴァイオリン 6名、第二ヴァイオリン 4名）、フルート、ピッコロ、オーボエ、クラリネット、チェロ、ヴィオラ、ハープ、コントラバス、ティンパニー、ピアノ、ロールドラムという管弦楽団の編成によるインストゥルメンタル。
松本のアルバム『Strings Of My Soul』（初回限定盤）の特典DVDに同曲のミュージック・ビデオが収録されており、歌詞の内容を踏まえたとおぼしき古びた椅子が登場する。
いつかのメリークリスマス 〜FRIENDS III edit〜
ミニ・アルバム『FRIENDS III』の初回限定盤に付属しているDVDにミュージック・ビデオとして収録。収録に伴い新たにレコーディングされた。現在、音源のみのリリースはされていない。

## 演奏披露

### CM
2011年放送のペプシコーラのCMで、サビの一部分のみではあるがB'zメンバーが「いつかのメリークリスマス」を演奏しているシーンが採用されている。

### テレビ番組
音楽番組での演奏は以下の4回である。
- 1994年12月2日 - テレビ朝日系『ミュージックステーション』
サポートメンバー　キーボード：増田隆宣 　ドラム：田中一光　ベース：明石昌夫
当時、ライブでは一度も演奏されていなかった為、このテレビ出演が本曲初の演奏披露である。アウトロがCD音源より短かった。
「MOTEL」と2曲続けて演奏した[20]。
- 2002年12月18日 - 日本テレビ系『1億3000万人が選ぶ!ベストアーティスト2002』
サポートメンバー　キーボード：増田隆宣 　ドラム：山木秀夫　ベース：吉田建
アウトロはCD音源のフェードアウトの部分も演奏した。
- 2005年12月23日 - テレビ朝日系『ミュージックステーションスーパーライブ』
サポートメンバー　キーボード：増田隆宣　ドラム：山口昌人 　ベース：徳永暁人
2番はカットされており、1994年の演奏時と同様にアウトロがCD音源より短かった。
「OCEAN」と2曲続けて演奏した[21]。
- 2017年12月25日 - TBS系『CDTVスペシャル！ クリスマス音楽祭2017』
サポートメンバー　ドラム：シェーン・ガラース 　ベース：バリー・スパークス
この時のみイントロのオルゴールはカットされていなかったが、CD音源とは異なるオルゴール音が流されていた。
2002年の演奏時と同様に、アウトロはCD音源のフェードアウトの部分も演奏した。
「Still Alive」と共に演奏された[22]。

### ライブ
演奏披露された公演は以下の通りである。
- B'z LIVE-GYM '94 "The 9th Blues"
  - 1994年12月24日 (月寒グリーンドーム)

- SECRET GIG "Merry Xmas メリーさんの羊が一匹・聖しこの夜"
  - 1994年12月25日 (札幌ペニーレーン24)

- B'z LIVE-GYM 2003 "BIG MACHINE"
  - 2003年12月20日 (札幌ドーム)
  - 2003年12月24,25日 (東京ドーム)

- B'z LIVE-GYM 2011 -C'mon-
  - 2011年12月4日 (福岡Yahoo!JAPANドーム)
  - 2011年12月10,11日 (ナゴヤドーム)
  - 2011年12月15,17,18日 (京セラドーム大阪)
  - 2011年12月22,24,25日 (東京ドーム)

- B'z LIVE-GYM 2017-2018 "LIVE DINOSAUR"
  - 2017年12月14,16,17日 (北海道立総合体育センター 北海きたえーる)
  - 2017年12月23,24日 (福岡ヤフオク!ドーム)

- B'z presents LIVE FRIENDS
  - 2021年11月16,17日（東京ガーデンシアター）

## 収録アルバム
『FRIENDS』 (1992年12月9日)
2曲目に通常バージョン、8曲目にいつかのメリークリスマス (Reprise)を収録。
『B'z TV STYLE II Songless Version』 (1995年12月20日)
15曲目にいつかのメリークリスマス (TV STYLE)を収録。
『B'z The Best "Treasure"』(1998年9月20日)
13曲目にリマスタリングされた通常バージョンを収録。収録曲を決める際のファン投票で6位に選ばれ収録となった。
『The Ballads 〜Love & B'z〜』(2002年12月11日)
1曲目にリマスタリングされた通常バージョン、最終トラックの「SNOW」終了後、数秒間の間をおいて別アレンジバージョンを収録。
『House Of Strings』(2004年11月24日)
松本のソロ作品『House Of Strings』の2曲目に、松本と東京都交響楽団とのコラボレーションによるインストゥルメンタルバージョンを収録。
『B'z The Best "Pleasure II"』(2005年11月30日)
6曲目にTBS系『恋するハニカミ!』のテーマソングになった新バージョンいつかのメリークリスマス 〜「恋するハニカミ!」バージョン〜を収録。
『B'z The Best "ULTRA Pleasure"』(2008年6月18日)
7曲目にリマスタリングされた通常バージョンを収録。

## ライブ映像作品
- 『B'z LIVE-GYM 2011 -C'mon-』
- 『B'z presents LIVE FRIENDS』

## 他アーティストによるカバー
公式にリリースされている音源では、以下のアルバムに収録されている。
- LUVandSOUL - 『LUVandCHRISTMAS』（1998年11月1日）
- 扇谷研人 - 『エモーショナル・ピアノ～クリスマスの想い出』（2020年12月16日）
- INSPi - 『A Cappella X'mas』 (2008年11月28日)
- エリック・マーティン (MR. BIG) - 『MR.VOCALIST X'MAS』(2009年11月11日)『Mr.vocalist Best』(2011年4月6日)[23]
- 西脇睦宏 - 『BELL SOUND for X'mas Vol.1』（2012年11月14日）
- わたなべゆう - 『This cover』（2010年05月19日）

また、テレビやラジオ番組では、aiko、安室奈美恵、Gackt、浜崎あゆみ、矢口真里、吉岡聖恵 (いきものがかり)、TAKAHIRO (EXILE)、伴都美子 (Do As Infinity)、鬼龍院翔 (ゴールデンボンバー)、寺崎裕香、川畑要、THE RAMPAGE from EXILE TRIBEなど。
ライブでは、元第3期WANDSの松元治郎 (旧:和久二郎)、平井堅、奥華子、MAY'S、Daisy×Daisy、パク・ジョンミン、UVERworldなどがこの曲をカバーしたことがある。